# Perotrochus anseeuwi
Perotrochus anseeuwi (Kanazawa & Goto, 1991) é uma espécie de molusco gastrópode marinho da família Pleurotomariidae, nativa da região oeste do oceano Pacífico.

## Descrição
Perotrochus anseeuwi possui concha em forma de cone com pouco mais de 9 centímetros. Escultura da superfície da concha áspera, constituída de estrias espirais atravessadas por finas linhas de crescimento. Coloração creme com tons de salmão e laranja a vermelho.

## Distribuição geográfica
São encontrados em águas profundas do oeste do oceano Pacífico (Filipinas).